# Bodedia incrassata
Bodedia incrassata är en stekelart som beskrevs av André Seyrig 1952. Bodedia incrassata ingår i släktet Bodedia och familjen brokparasitsteklar. Inga underarter finns listade.